# Protestantische Kirche (Heuchelheim bei Frankenthal)

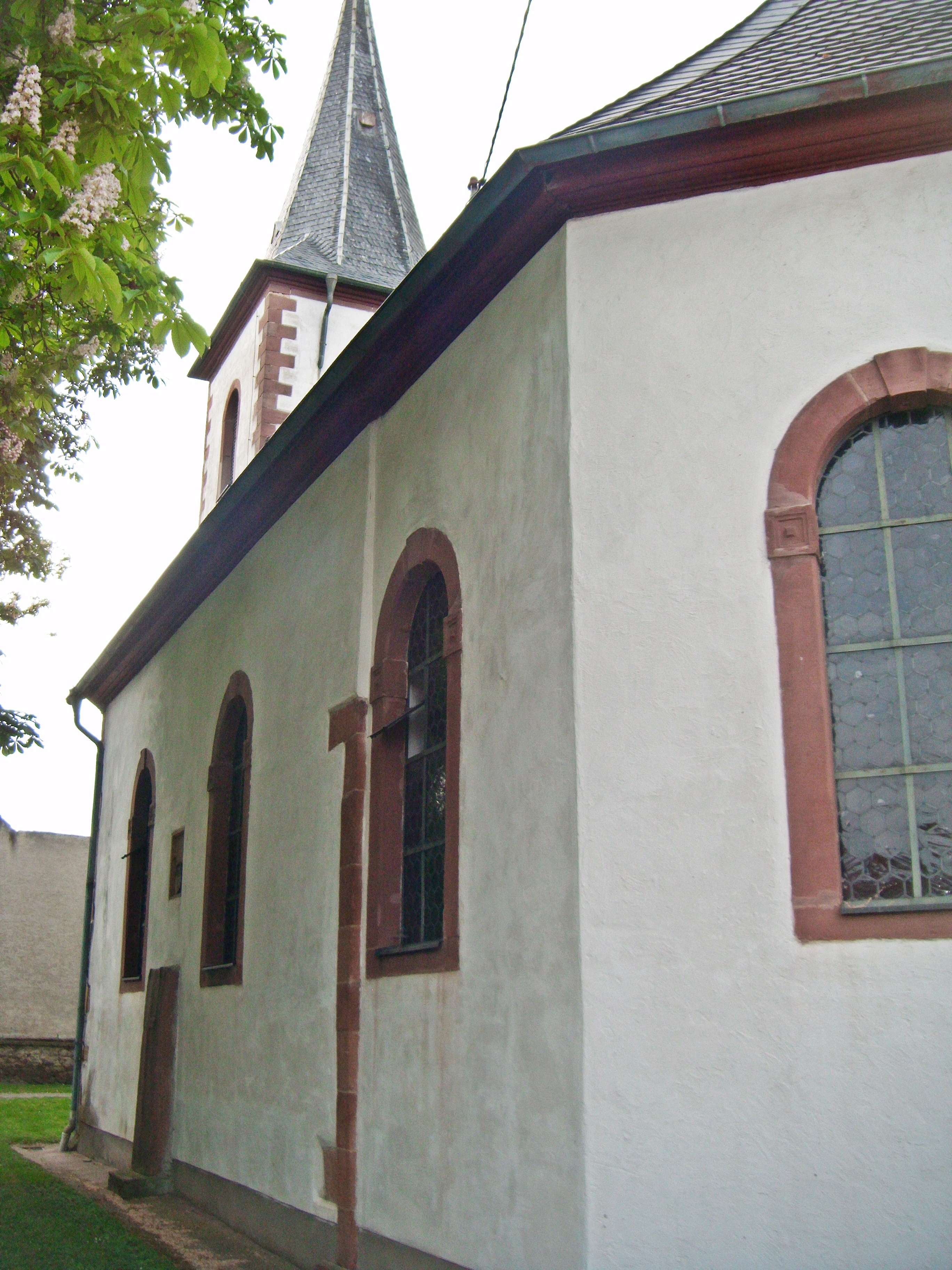
Die Kirche von Osten

Die Protestantische Kirche Heuchelheim ist eines der ältesten Gebäude des pfälzischen Dorfes Heuchelheim bei Frankenthal im Rhein-Pfalz-Kreis.

## Geschichte
Die Kirche war den Hl. Petrus und Paulus geweiht und gehörte zum Bistum Worms; laut Wormser Synodale von 1496 zum Landkapitel Dirmstein. Schon 1318 wurde der Pfarrsatz dem Bischöflichen Stuhl von Worms einverleibt. Das Gotteshaus scheint ursprünglich auf das Kloster Lorsch zurückzugehen, das in Heuchelheim frühen und umfangreichen Besitz hatte. Aufgrund einer vorhandenen Grabplatte und Spoliensteinen muss ein romanischer Vorgängerbau der heutigen Kirche existiert haben, den man ins 12. Jahrhundert datiert; nach einem Fensterrest auf der heutigen Chorrückseite wurde er evtl. später gotisiert. Für diese alte Kirche stiftete Ritter Jakob Schrimpf von Heuchelheim 1322 auf dem Liebfrauenaltar eine ewige Messpfründe. 1420 ließ Heinrich Kämmerer von Worms, Schultheiß von Oppenheim und Amtmann der dortigen Burg Landskron, den Liebfrauenaltar neu errichten und dotierte auch eine neue Pfründe. Er war der Urgroßvater des späteren Wormser Bischofs Johann III. von Dalberg. Heinrich Kämmerer von Worms besaß Dorf und Burg Heuchelheim 1398 pfandweise als Lehen. 1417 fiel es über die Kurpfalz an die Linie Pfalz-Zweibrücken, welche den Ort 1420 als Lehen an die Adelsfamilie Eckbrecht von Dürckheim vergab.
Spätestens ab 1532 schloss sich das Herzogtum Pfalz-Zweibrücken der Reformation an, wodurch auch die Heuchelheimer Kirche protestantisch geworden sein dürfte.

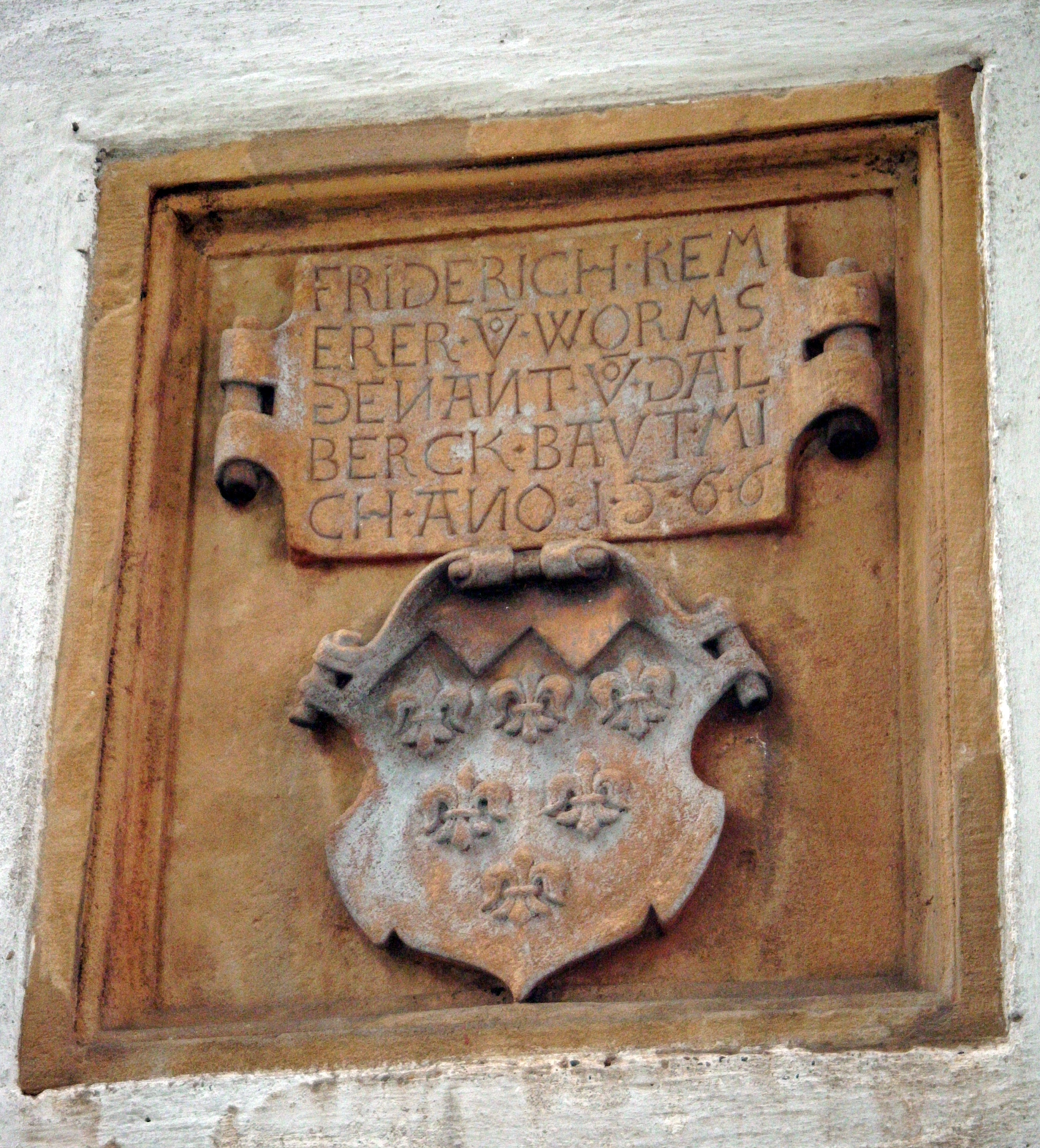
Erbauerinschrift 1566

Die mittelalterliche Kirche wurde 1566 durch einen Neubau ersetzt, den Friedrich Kämmerer von Worms genannt von Dalberg ausführen ließ. Daran erinnert ein Wappenstein auf der Südseite des Langhauses. Er war der Enkel des kurpfälzischen Hofmarschalls Wolf von Dalberg, der Neffe des schon genannten Wormser Bischofs Johann von Dalberg und der Vater des Mainzer Erzbischofs Wolfgang von Dalberg. Diese Inschrift ist ein Beleg dafür, dass das Heuchelheimer Kirchenpatronat zu dieser Zeit offenbar noch bei den Dalbergern lag und diese – obwohl selbst katholisch – als Patronatsherrn die protestantische Kirche neu errichten ließen, wie dies beispielsweise auch bei der Peterskirche in Sausenheim der Fall war. In ihr wurde 1605 die adelige Ortsherrin Agatha von Helmstatt geb. Eckbrecht von Dürkheim beigesetzt, von der sich ein prachtvolles Wappenepitaph erhalten hat.
1738 wurde diese zweite Kirche umgebaut und vergrößert, so wie sie noch heute existiert. Seit 1818 untersteht sie der Protestantischen Landeskirche der Pfalz, Pfarrsitz ist in Großniedesheim.

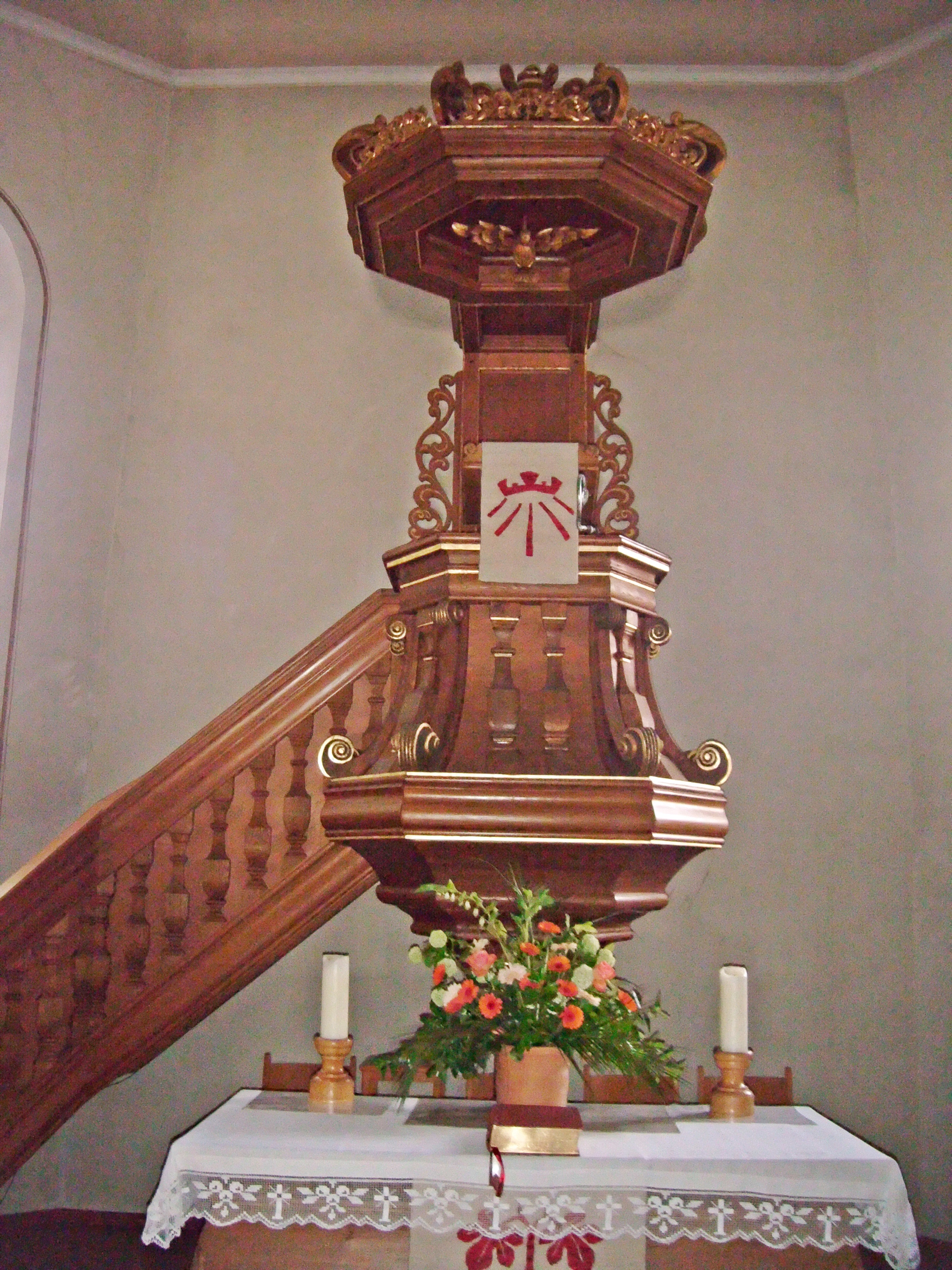
Altar und Kanzel im Kircheninneren

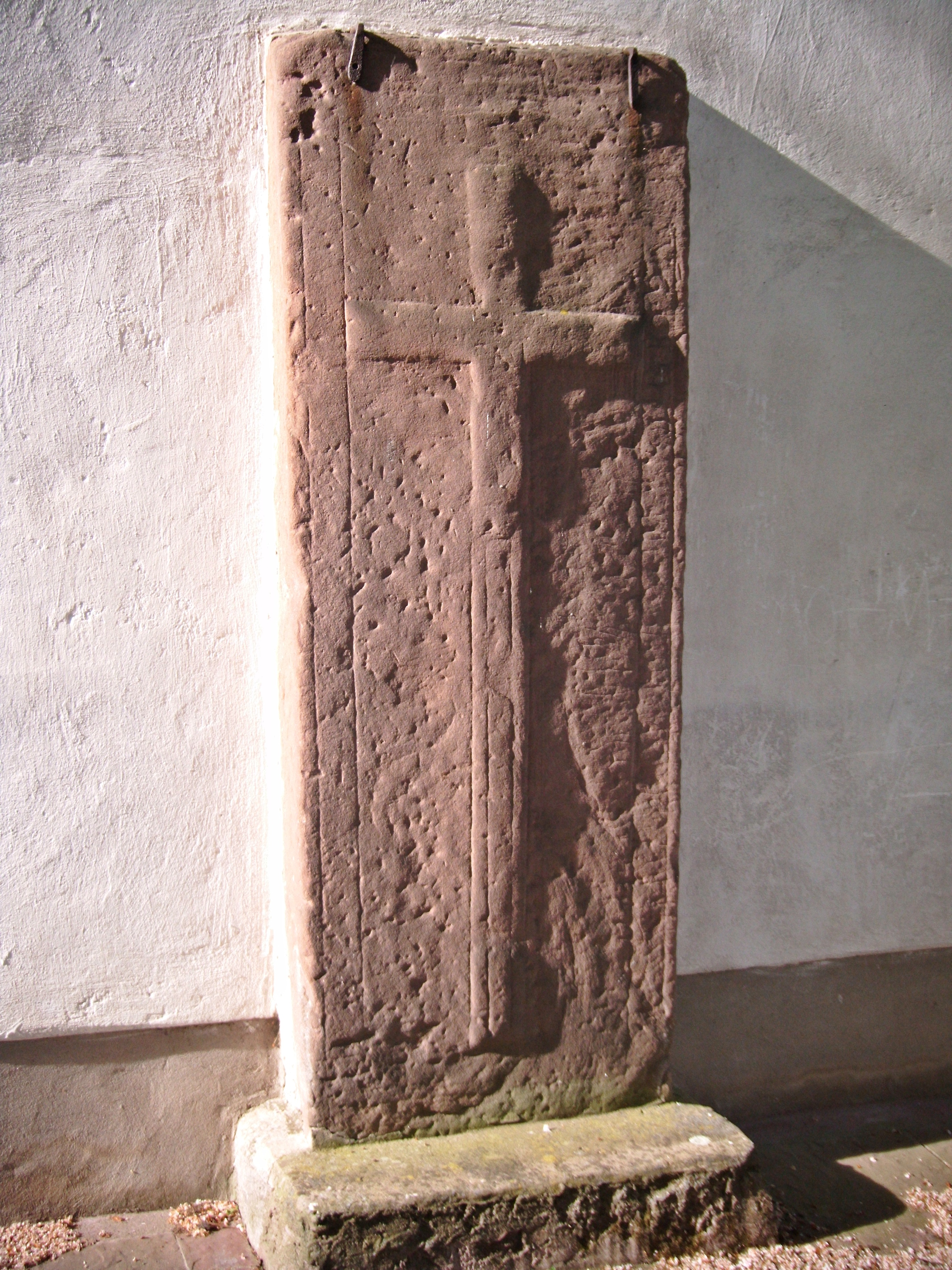
Grabplatte aus dem 12. Jahrhundert an der äußeren Südwand

## Baubestand
Die Kirche liegt im nordöstlichen Bereich des Dorfes an der Straße nach Großniedesheim, ist mit dem Chor geostet und beinhaltet noch wesentliche Teile des Vorgängerbaues. Es handelt sich um einen einfachen Putzbau mit dreiseitigem Chorschluss. Das Langhaus hat drei Fensterachsen mit barocken Rundbogenfenstern. Die Ecken an der Langhauswestseite bestehen aus großen Eckquadern und stammen von der Vorgängerkirche. Man kann dort deutlich erkennen, dass das Langhaus 1738 erhöht wurde. Der Chor ist leicht eingezogen und am Übergang zum Langhaus ist auf dessen Südseite ebenfalls die niedrigere Eckquaderung des Vorgängerbaues erkennbar. In der Ostwand des Chores befindet sich ein zugesetztes gotisches Maßwerkfenster. Auch der Chor besitzt demnach im Kern noch das alte Mauerwerk, möglicherweise sogar noch von der ersten Kirche. Beim barocken Umbau im 18. Jahrhundert wurde auf der Westseite des Langhauses, mittig, der Turm errichtet, der ein rundbogiges Eingangsportal aufweist, durch das man die Kirche betritt. Es trägt im Scheitelstein die Jahreszahl 1738. Der Turm besteht aus drei Stockwerken und hat ebenfalls auf der Westseite sichtbare Eckquader. Im obersten Westfenster des Turmes wurde als Fensterbank ein romanischer Ornamentfries der alten Kirche eingebaut, der aus dem 12. Jahrhundert stammt. Auf der Südseite des Langhauses ist ein Stein mit dem Dalberger Wappen eingelassen, der die Inschrift trägt: „Friedrich Kemerer von Worms genant von Dalberg baut mich Ano 1566.“  Es ist die Bauinschrift der zweiten Kirche. Darunter steht an der Außenmauer eine romanische Grabplatte mit unleserlichen Majuskeln und einem großen Bandkreuz. Sie stammt aus der ursprünglichen Kirche und wird dem 12. Jahrhundert zugerechnet.
Das Innere ist barock ausgestattet, mit Kanzel, Empore und Originalbänken. Es sind zwei qualitative frühbarocke Gemälde vorhanden, eines vom Letzten Abendmahl und eines mit der Heiligen Familie. Im Durchgang des Turmes zum Langhaus befindet sich das Wappenepitaph der Agatha von Helmstatt geb. Eckbrecht von Dürkheim († 1605).
Um die Kirche befand sich früher ein Friedhof, heute eine Grünanlage mit Zierbrunnen.

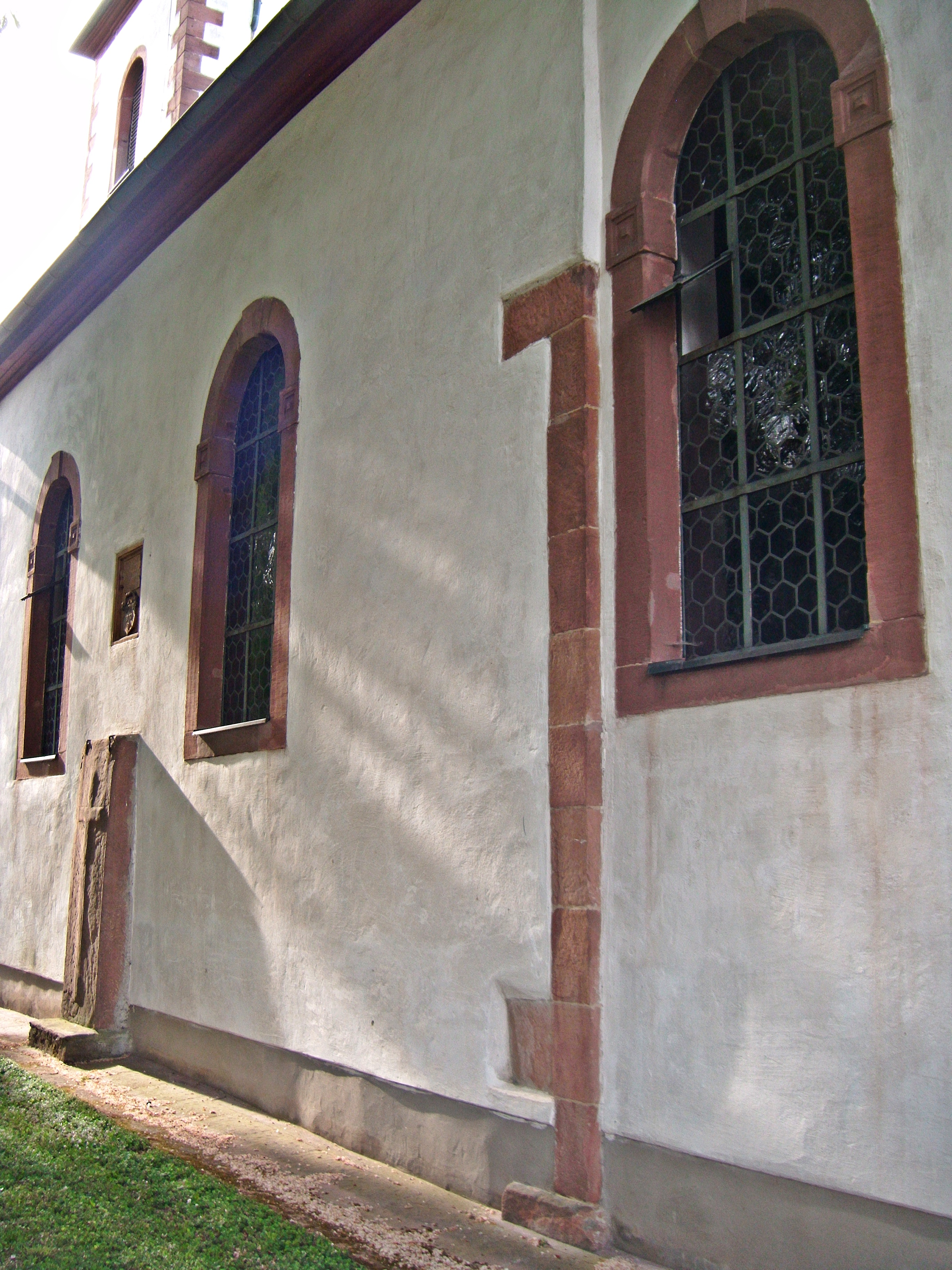
Langhaus-Südseite mit Eckquaderrest am Übergang zum Chor
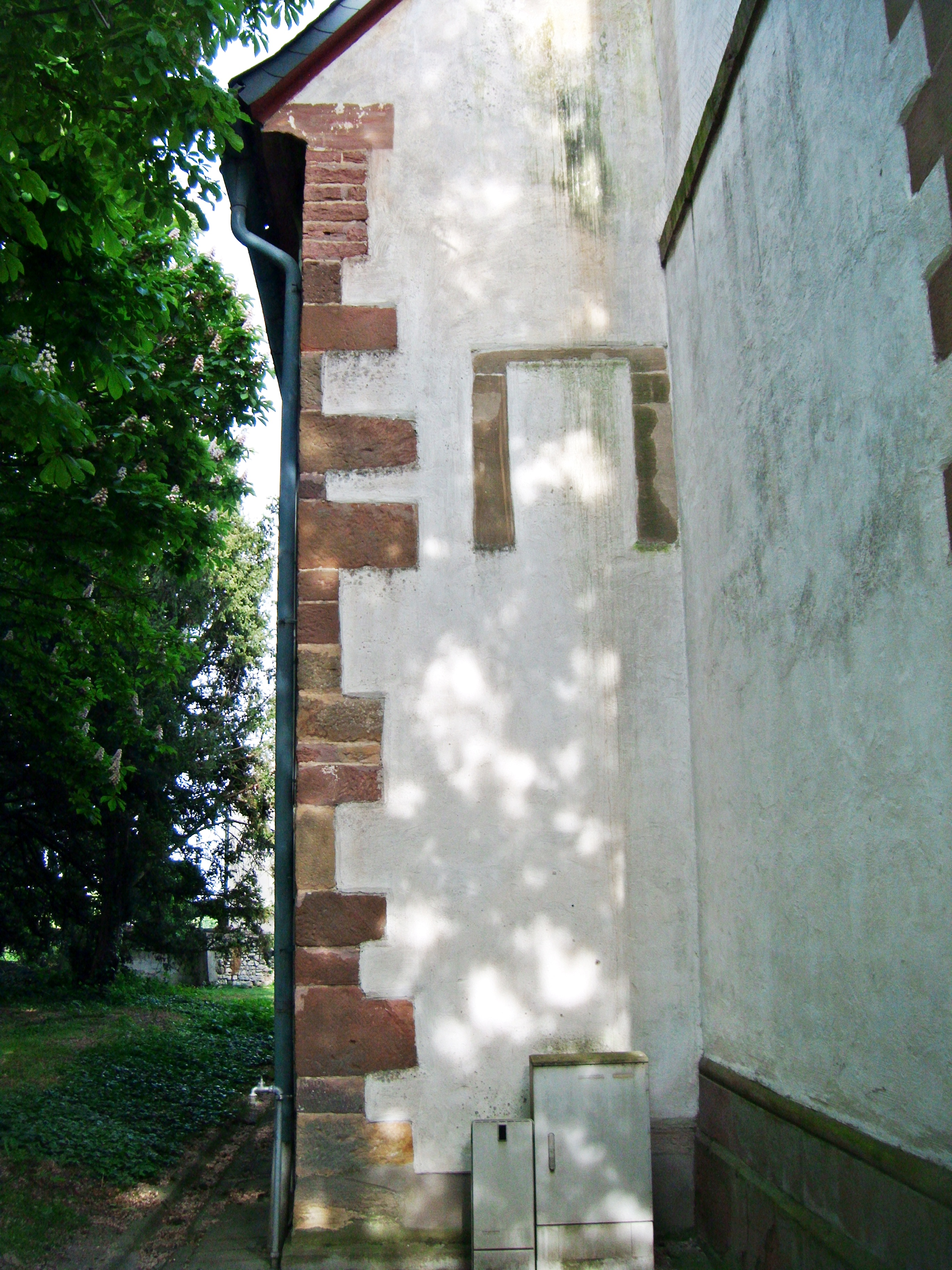
Nordwestecke Langhaus, Eckquaderung mit aufgemauerter Erhöhung
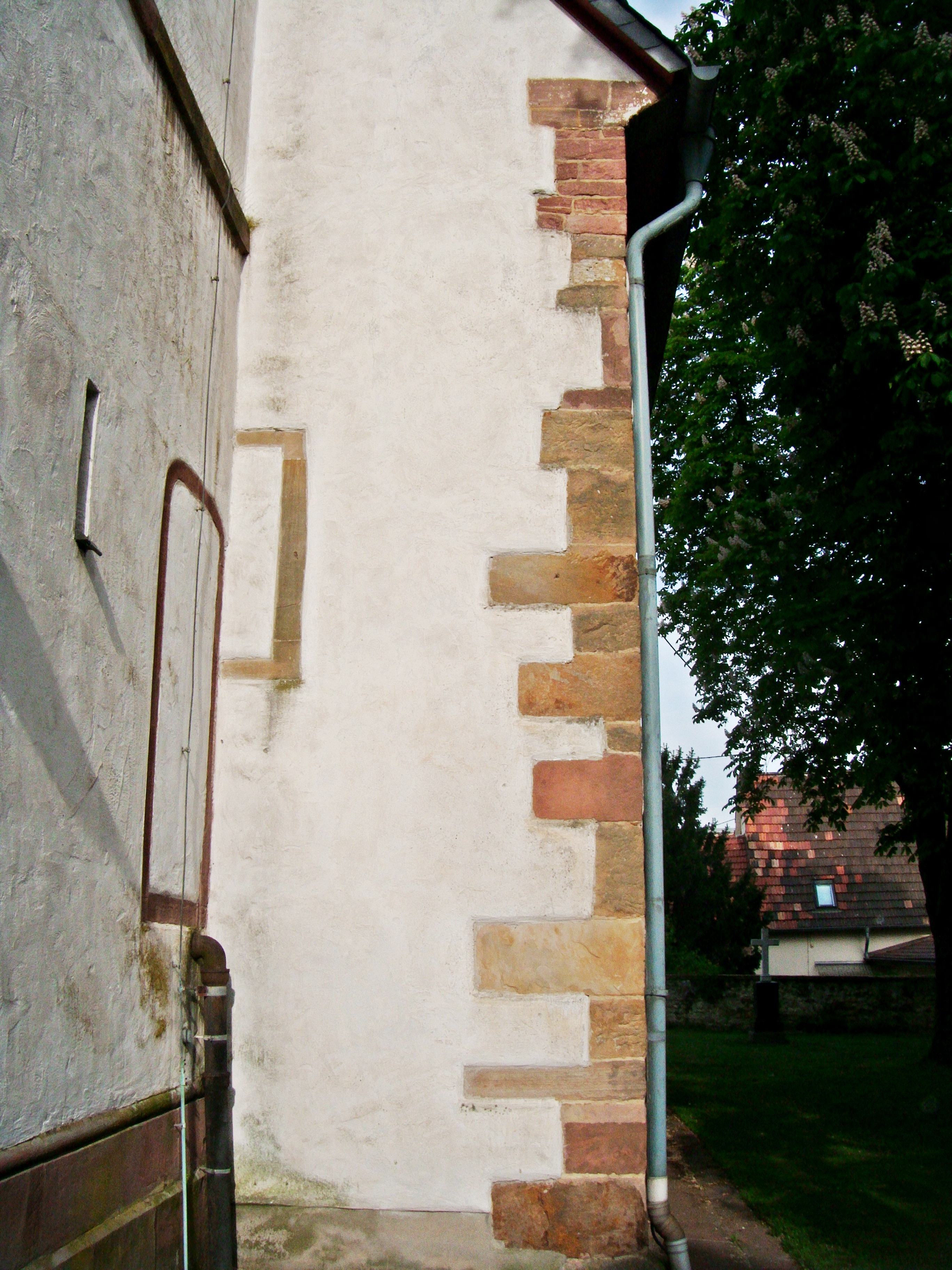
Südwestecke Langhaus, Eckquaderung mit aufgemauerter Erhöhung
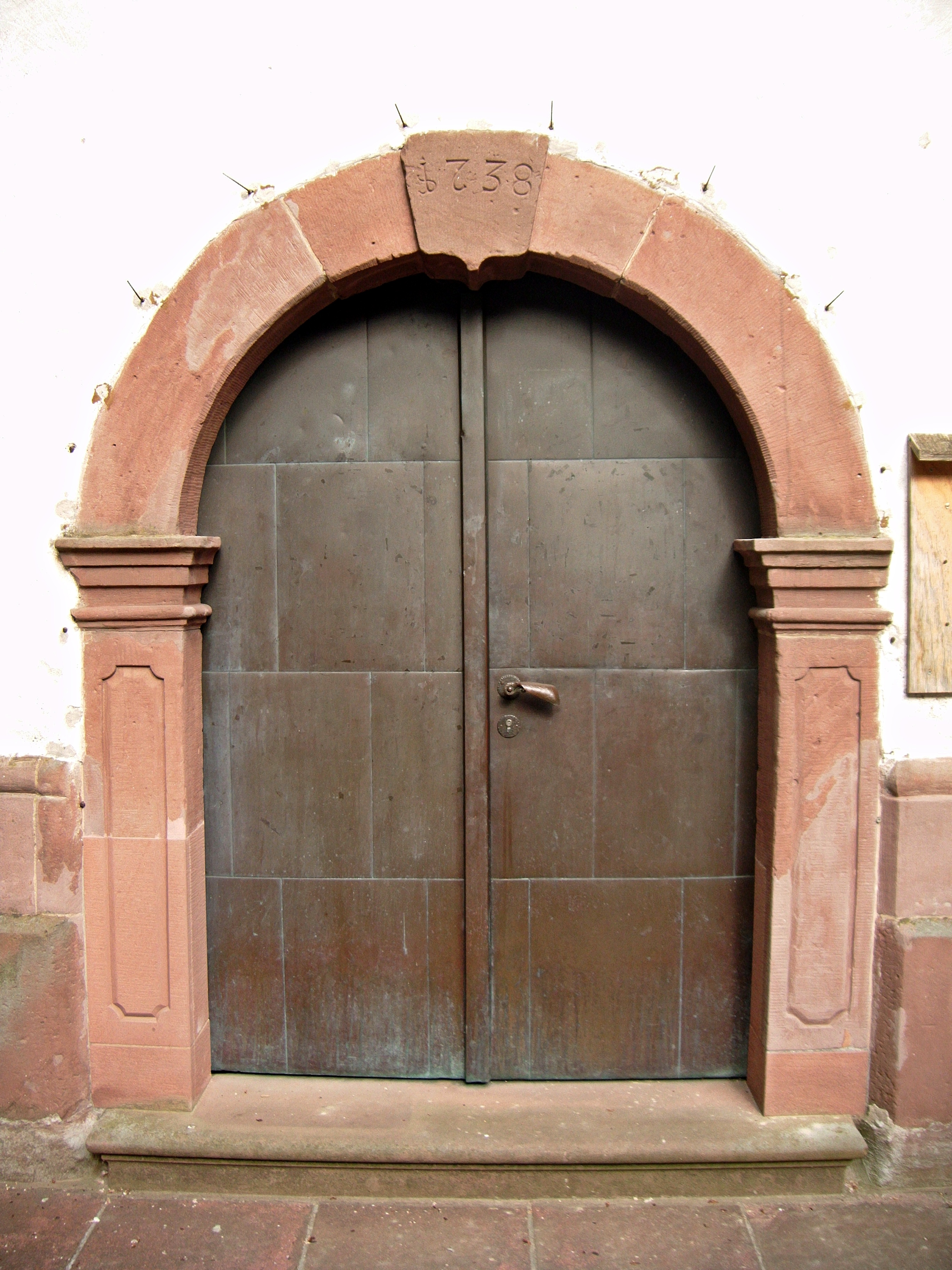
Hauptportal, 1738
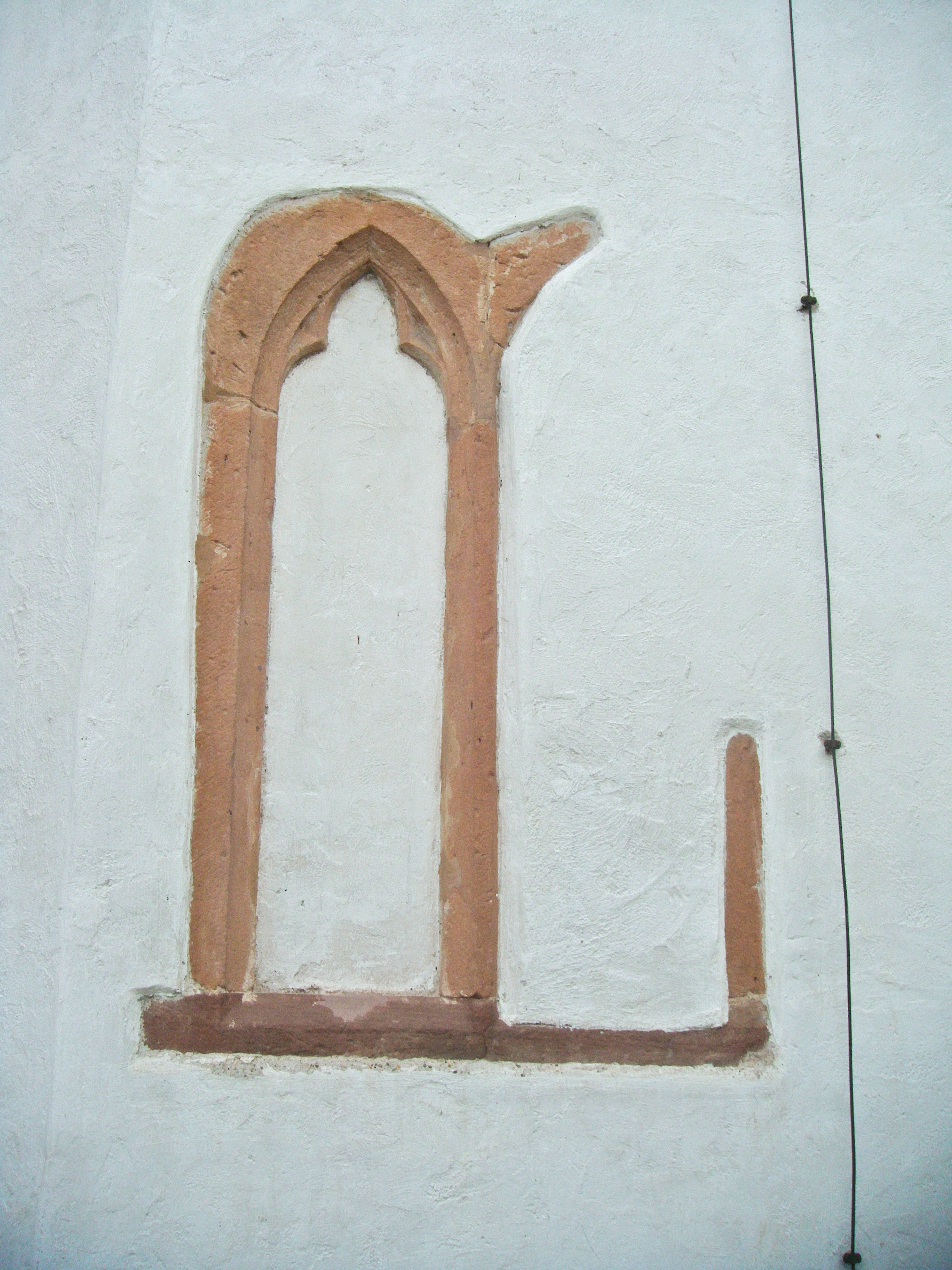
Gotisches Fensterfragment am Chor
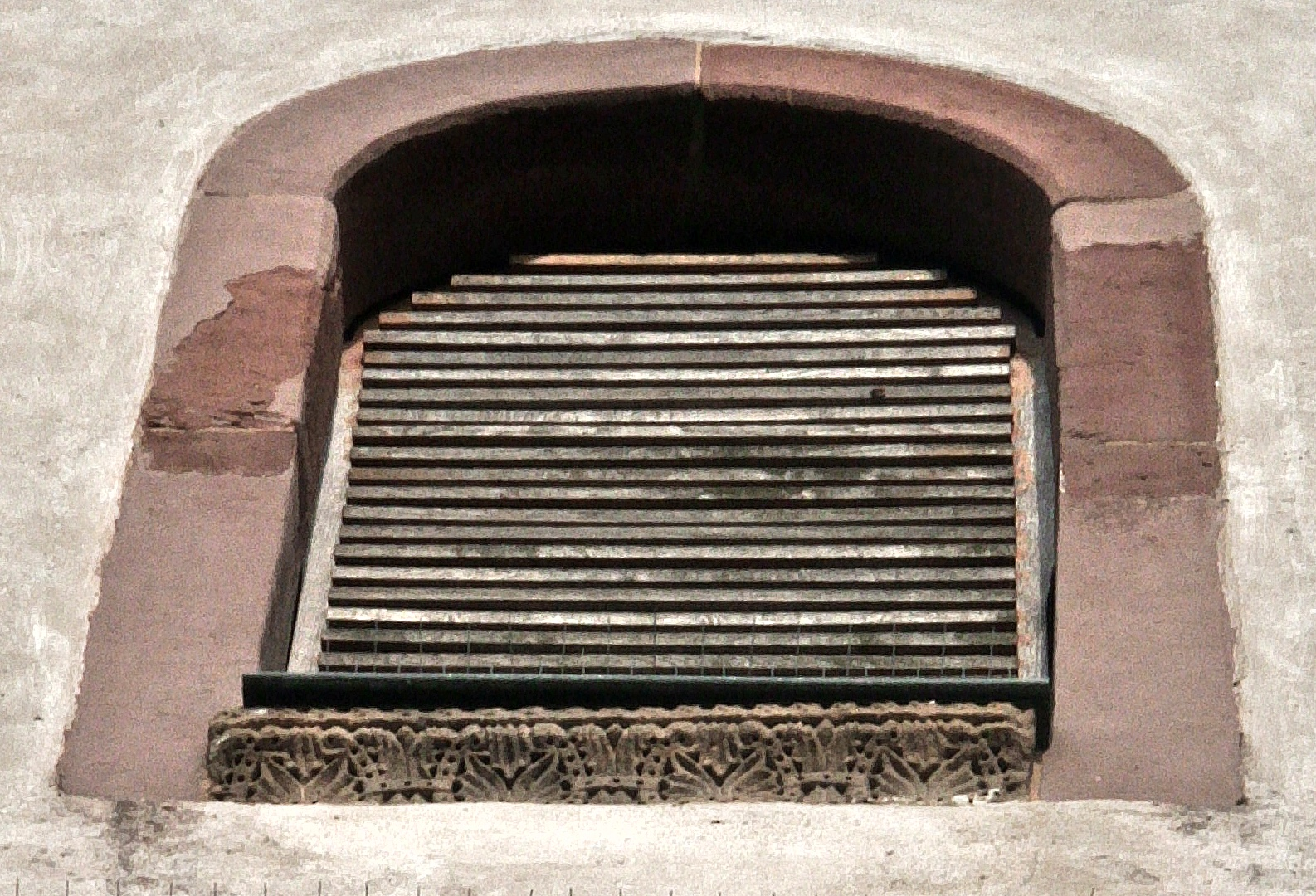
Turmfenster mit romanischer Spolie
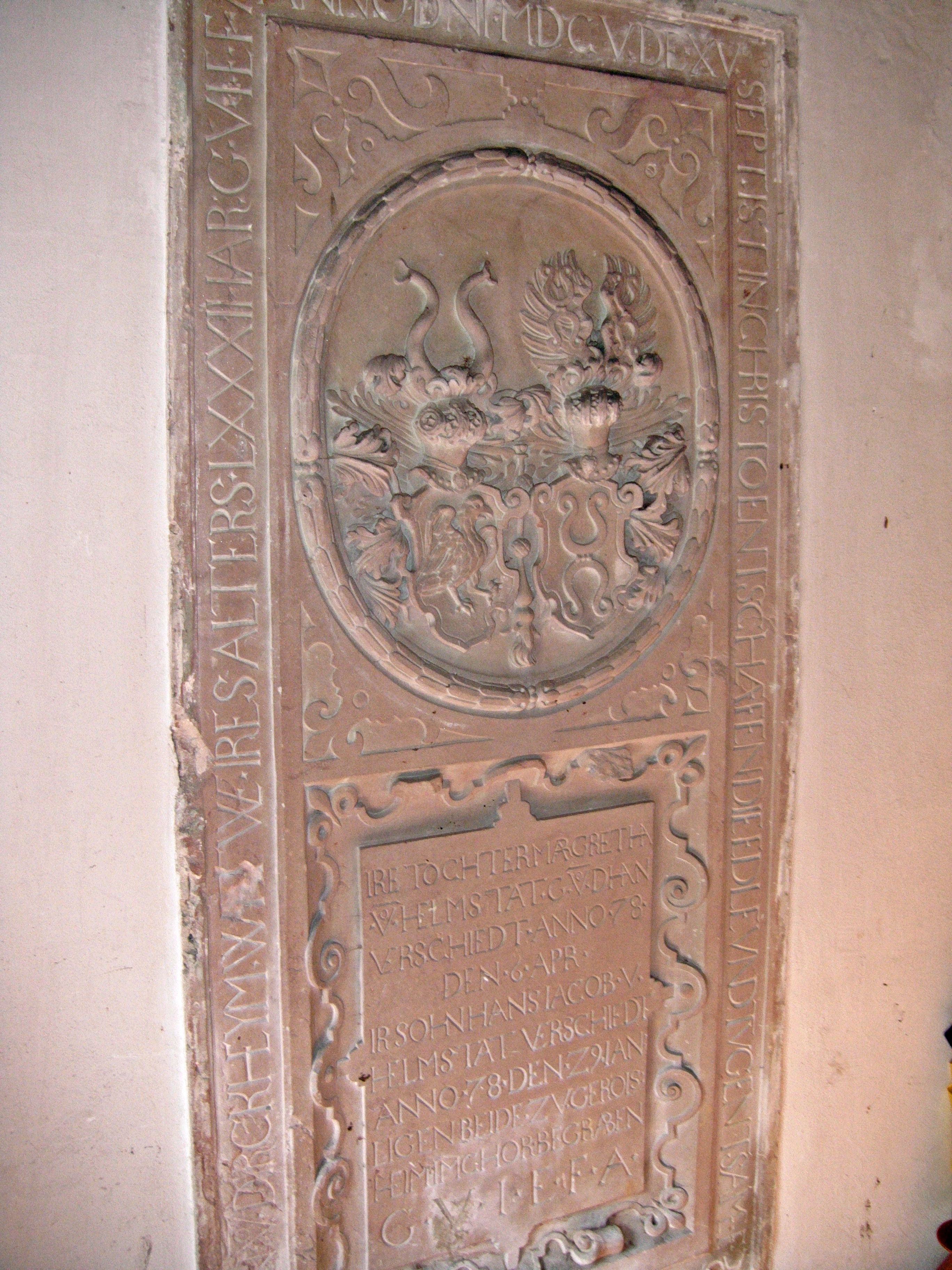
Epitaph Agatha von Helmstatt, 1605
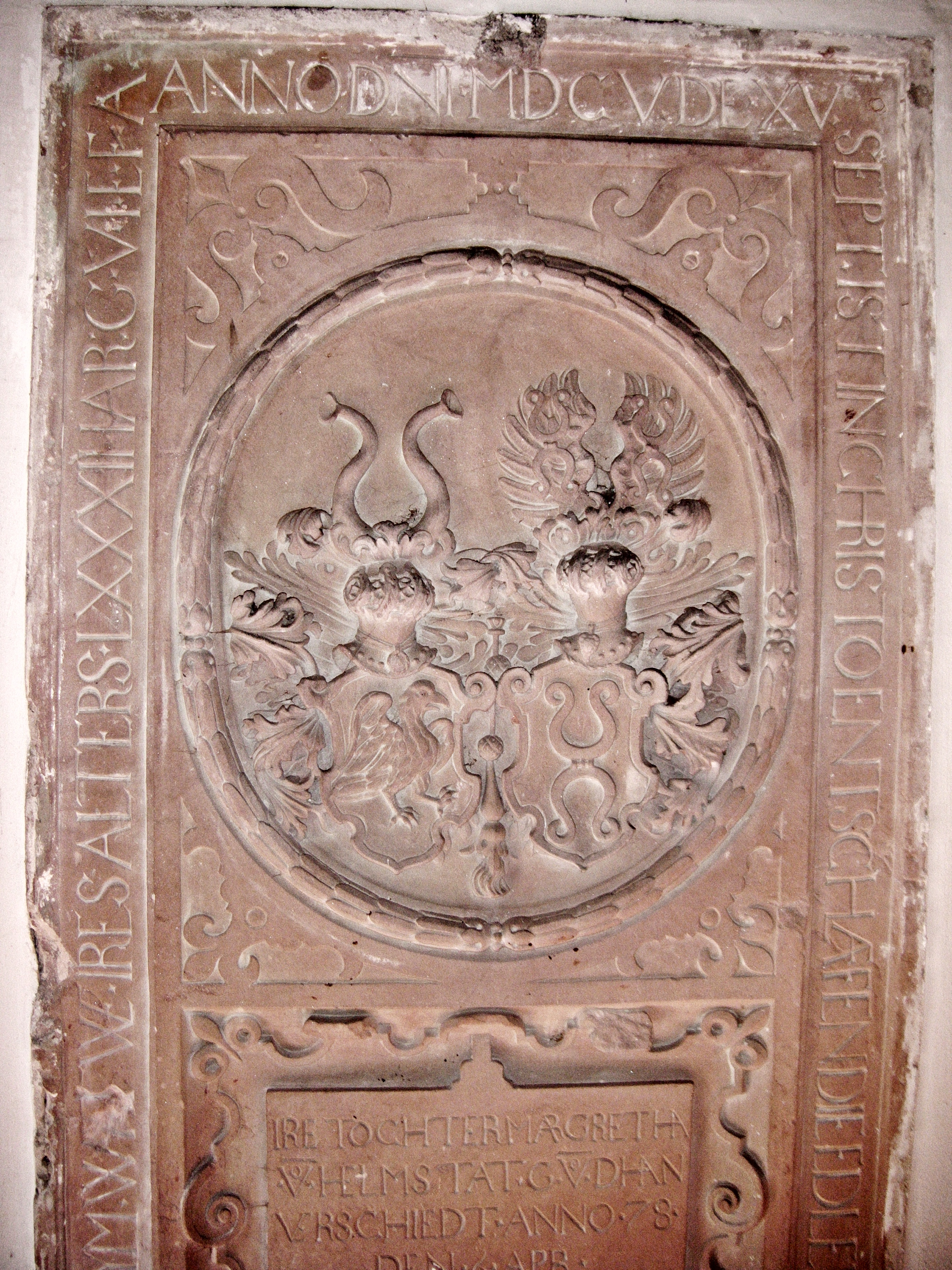
Detail vom Helmstatt-Epitaph
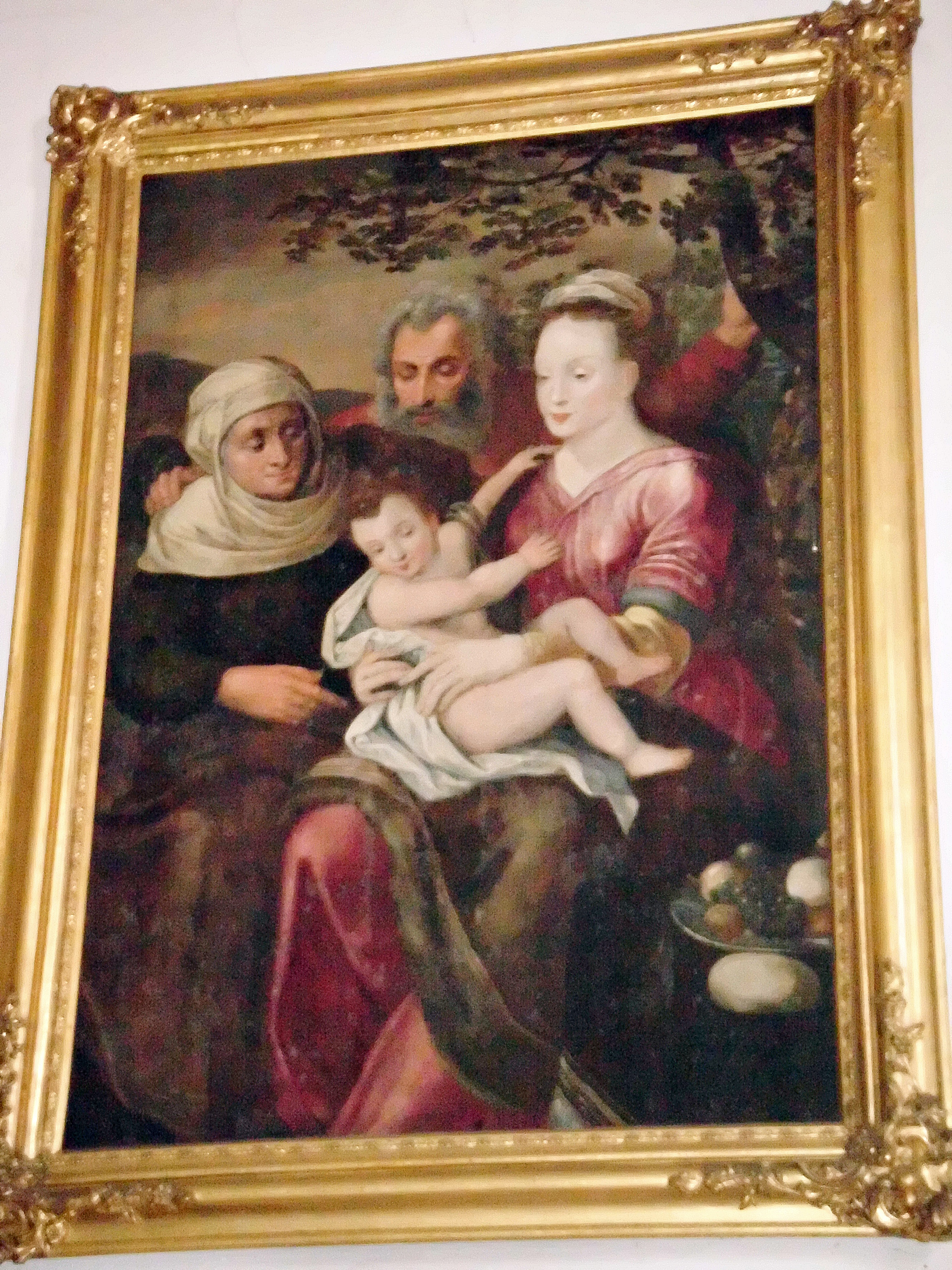
Barockgemälde, Hl. Familie